# Keradere argyrophanes
Keradere argyrophanes är en fjärilsart som beskrevs av Edward Meyrick 1937. Keradere argyrophanes ingår i släktet Keradere och familjen mott. Inga underarter finns listade i Catalogue of Life.